# Penhagebouw
El Penhagebouw (también escrito Penha-gebouw o Penha gebouw que quiere decir Edificio Penha) es el nombre que recibe una casa de comercio en el centro de Willemstad la ciudad capital de la isla de Curazao, una dependencia organizada como país autónomo del Reino de los Países Bajos.
El edificio se encuentra en el distrito de Punda y fue construido en el siglo XVIII. Se utiliza tanto como un almacén, y como una residencia. Se trata de una popular atracción turística.
Desde 1997 el edificio, junto con una gran parte de la ciudad, ha sido declarado Patrimonio de la Humanidad por la UNESCO, por lo que es objeto de protección especial por las autoridades locales, a fin de mantener ese estatus.